# Белшам, Уильям
Уильям Белшем (англ. William Belsham. 1752—1827) — английский историк и политический писатель, приверженец партии Вигов и ее убеждений, оправдывал американскую революцию и американцев в их сопротивлении требованиям Англии, а также был почитателем прогрессивной политической свободы.

## Биография
Уильям Белшем родился в Бедфорде, в семье Джеймса Белшема (умер в 1770 году), нонконформистского священника.
Являлся братом Томаса Белшема и шурином унитарного священника Тимоти Кенрика.
Умер недалеко от Хаммерсмита 17 ноября 1827 года.

## Труды
Белшем писал историю как радикальный виг.
Начал карьеру в качестве автора, опубликовав Очерки, Философские, Исторические и Литературные, два тома, 1789-91. Его первым эссе было «О свободе и необходимости», тема, широко обсуждаемая со времен знаменитого эссе Томаса Гоббса с тем же названием. Это эссе цитируется как первое, в котором используется термин «либертарианец». Для Белшема этот термин был скорее уничижительным названием. Он отвергает идеи либертарианцев, ссылаясь на предвидение Бога, как это делали Гоббс и религиозные лидеры Лютер и Кальвин до него.
Принадлежал к антивоенной группе историков, наряду с Чарльзом Джеймсом Фоксом и Энтони Робинсоном.
Он использовал термин «либертарианец» в дискуссии о свободе воли и в противовес «необходимым» (или детерминистским) взглядам.
В 1792 году опубликовал «Рассмотрение обращения старых вигов к новым»
В 1793 году — «Замечания о природе и необходимости политической реформы».
Он также писал об Акте о присяге, Французской революции, Амьенском мире и законах о бедных.
В 1793 году Белшем опубликовал в двух томах «Мемуары королей Великобритании Брауншвейг-Люнебургского дома», а в 1795 году — «Мемуары о правлении Георга III на сессии парламента 1793 года» в четырех томах, пятый и шестой том появились в 1801 году.
В 1798 году он опубликовал в двух томах «Историю Великобритании от революции до воцарения Ганноверского дома», а в 1806 году все тома были переизданы с двумя дополнительными томами, двенадцать томов появились под названием «История Великобритании до заключения Амьенского мира в 1802 году».
Участвовал в дебатах с Гербертом Маршем об ответственности за французские революционные войны, придерживаясь линии фокситов-вигов и поддерживая немецких критиков Великобритании.